# Tuner (Empfang)
Ein Tuner (englisch to tune ‚stimmen, abstimmen‘) ist der Empfangsteil in Fernsehgeräten oder Radios.

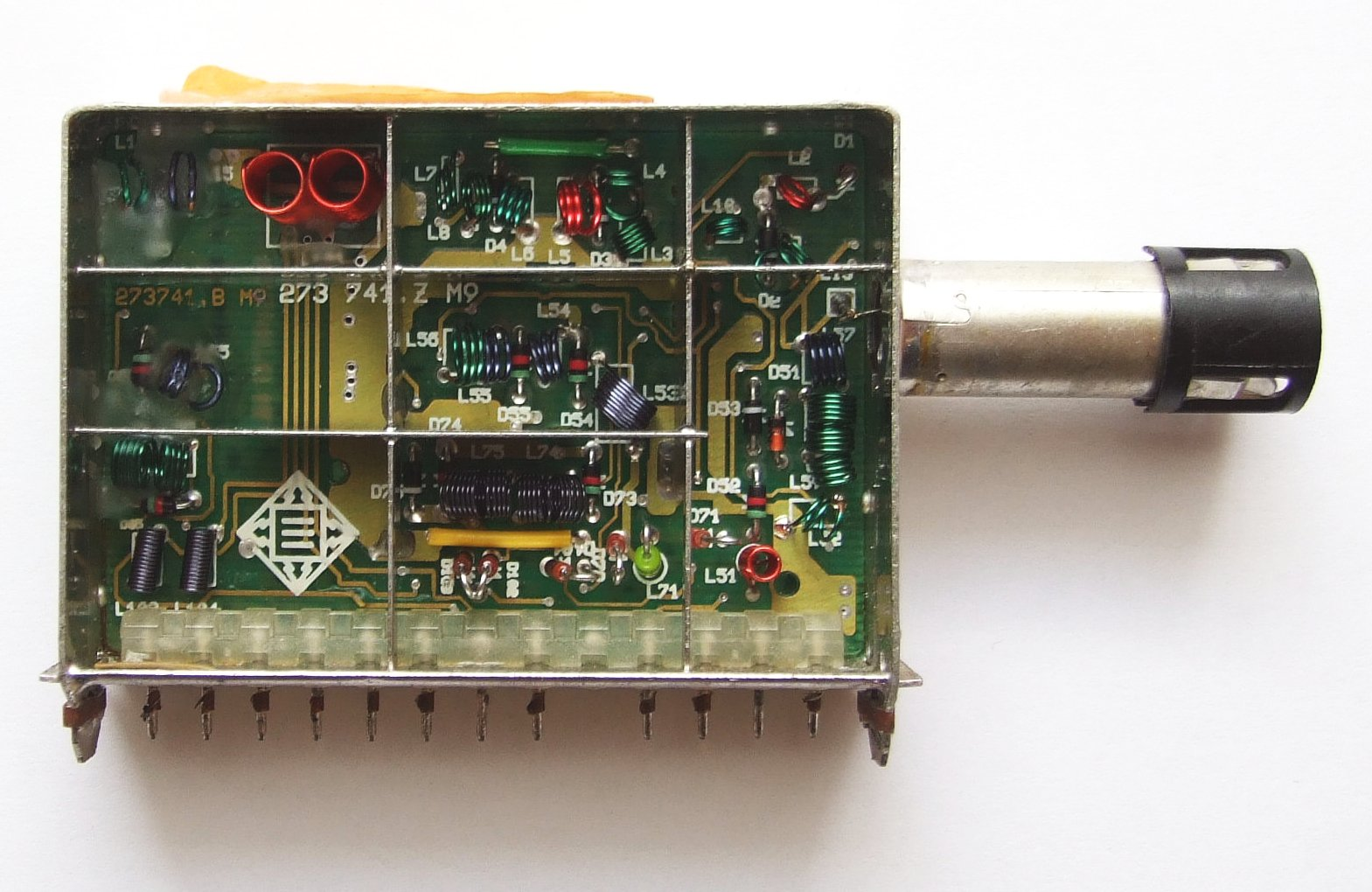
Geöffneter VHF/UHF-Tuner eines Fernsehgerätes, rechts Antennenanschluss

## Funktion
Sender übertragen Fernseh- bzw. Radiosignale gleichzeitig, jedoch auf unterschiedlichen Frequenzen. Der Tuner ist dem Antenneneingang nachgeschaltet und selektiert, d. h., er filtert das gewünschte Signal heraus. Oft bezeichnet man damit ausschließlich den Hochfrequenzteil, der wegen der geforderten hohen Verstärkung und der notwendigen Störfreiheit meist als separate Baugruppe realisiert ist. In praktisch allen heute üblichen Tunern wird, wie bei einem Überlagerungsempfänger, über eine Mischstufe diese Hochfrequenz in eine von der Senderfrequenz unabhängige Zwischenfrequenz umgesetzt.

In der klassischen Fernsehtechnik endet hier die Zuständigkeit des Tuners. Dem Tuner wird dann eine Verstärkerkomponente nachgeschaltet.
Die Kombination aus Tuner und Verstärker wird als Receiver bezeichnet, dem eigentlichen Rundfunkempfangsteil.

## Bauarten
Der Begriff Tuner wird verwendet für:
- Hochfrequenz-Abstimm- und Selektionsteil: eine Baugruppe, die die Zwischenfrequenz zum Beispiel in einem Fernsehempfänger liefert.
- Hochfrequenz-Abstimm- und Selektionsteil sowie Demodulator: eine Baugruppe, welche zum Beispiel in einem Radio oder als autonomes Gerät Tuner das vom ausgewählten Sender gesendete Audio- bzw. Audio-/Videosignal liefert.

## Bauarten nach Signal
Es gibt unterschiedliche Tuner für unterschiedliche Signale:
- analoges Fernsehen über Hausantenne oder Kabelanschluss
- digitales Fernsehen:
  - über Satellit (DVB-S)
  - über Antenne (DVB-T)
  - über Kabelanschluss (DVB-C)
- analoge Hörfunksignale
  - über Hausantenne
  - über Kabelanschluss (GGA)
  - über Teleskopantenne oder Wurfantenne (Faltdipol, "Hosenträgerantenne")
- Digitalradio

## Aufbau

### Hörfunk-Empfang

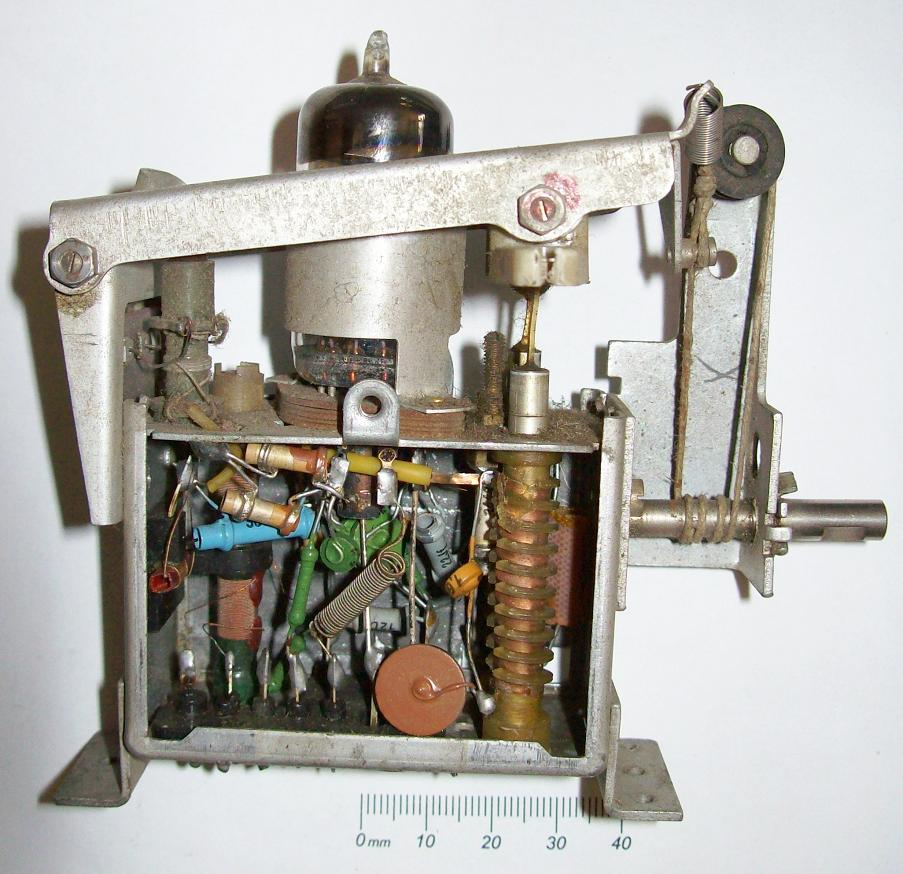
Historischer UKW-Tuner mit Doppel-Triode ECC85 und Variometer-Abstimmung (um 1965)

Der Vorgänger des AM-Tuners bestand im Radio aus einem Spulensatz mit Wellenschalter zur Bereichswahl von Rundfunkempfängern für den Lang-, Mittel- und Kurzwellenbereich (AM, kurz für Amplitudenmodulation). Die typische Lösung enthielt einen Oszillatorkreis und nur einen Vorkreis. Die beiden Kreise wurden mit einem Zweifach-Drehkondensator abgestimmt.
Später gelang es, Kapazitätsdioden mit ausreichend hoher Kapazität und Güte herzustellen, sodass der Doppel-Drehkondensator entfallen konnte.
Für den UKW-Bereich gab es vorübergehend Zusatzgeräte, die ein normales LMK-Rundfunkgerät zu einem UKW-Empfänger erweiterten. Wegen der im UKW-Bereich verwendeten Frequenzmodulation mussten diese Zusatzgeräte den ZF-Verstärker und den Demodulator enthalten. Das Rundfunkgerät diente nur noch als NF-Verstärker mit Lautsprecher.
Die gesamte Baugruppe aus Vorkreis, Vorstufe, Oszillatorkreis und Mischstufe einschließlich des ersten ZF-Filters wurde auch bei späteren, eingebauten Baugruppen zum UKW-Tuner zusammengefasst. Erste Lösungen enthielten häufig eine induktive Abstimmung (Variometer), bei der zwei Spulenkerne über Seilzüge von einer Achse bewegt wurden. Später verwendete man Mehrfach-Drehkondensatoren.
Kombi-Tuner für Hörfunk können auch auf einer gemeinsamen Welle zwei Drehkondensator-Paare unterschiedlicher Kapazität für LMK (AM) einerseits und UKW andererseits besitzen. Mit Aufkommen der Kapazitätsdioden gelang es, die AFC-Funktion und später auch die UKW-Abstimmung elektronisch zu realisieren.

### Fernsehempfang

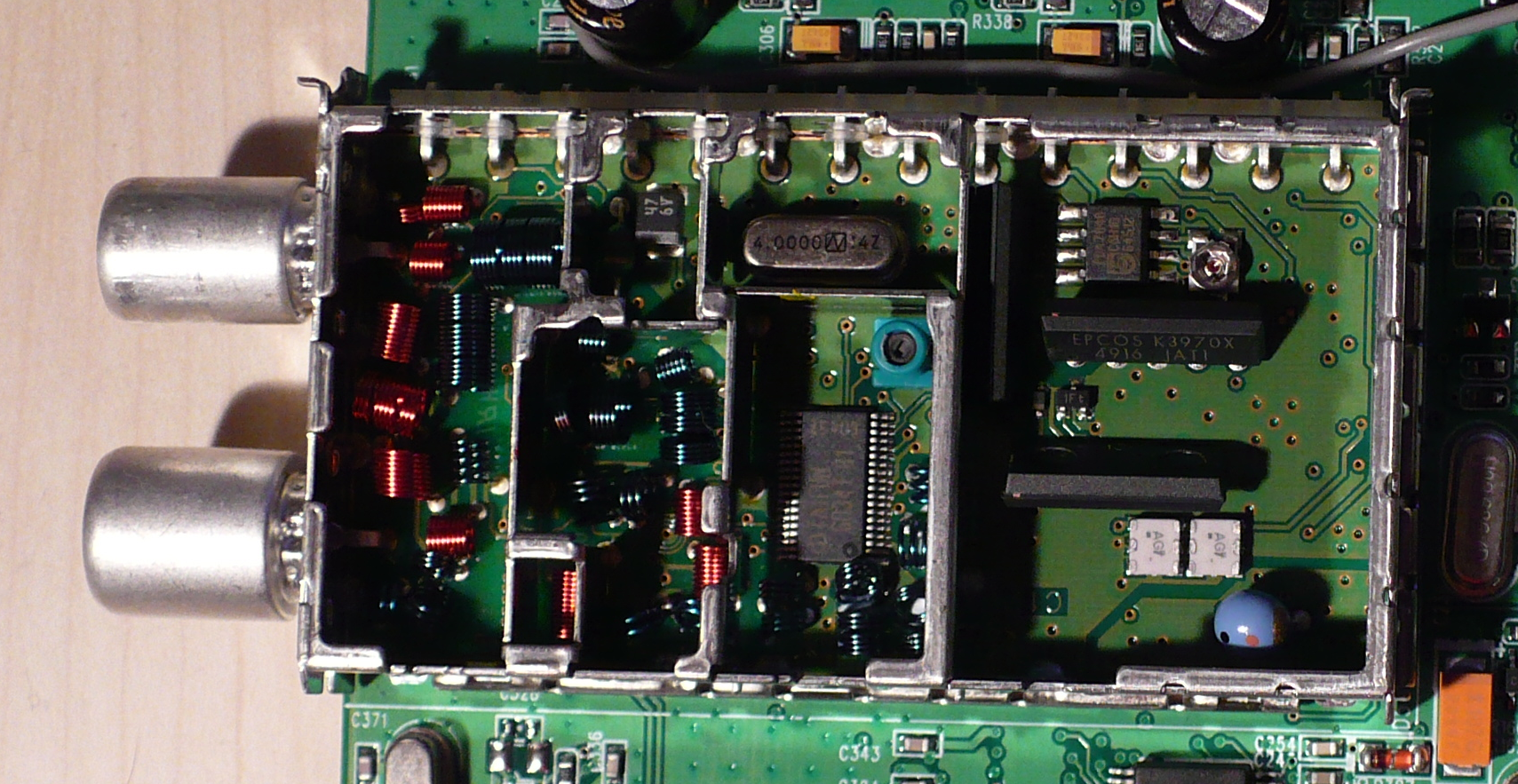
Dreifachtuner für DVB, TV und Radio (Philips)

Für Fernsehempfänger wurden zunächst nur Tuner für VHF (VHF-Band I und VHF-Band III) benötigt. Sie waren in der Form des Trommelkanalwählers gebaut. Die für den jeweiligen Empfangskanal (Kanäle 1 bis 12) erforderlichen Spulen (und Kondensatoren) befanden sich als so genannte Kanalstreifen auf dem Umfang einer Trommel. Diese Kanalstreifen wurden bei der Herstellung bzw. in der Werkstatt abgeglichen. Der Benutzer musste bei jedem Kanal den Oszillator feinabstimmen. Dazu wurde eine exzentrische, aus einem Dielektrikum bestehende Scheibe verdreht, die zwischen einer isolierten Kondensatorfläche und einem Blechwinkel am Gehäuse lag, deren wirksame Fläche dadurch verändert wurde. Oft waren einzelne Kanalstreifen auch nicht bestückt. Das betraf in der frühen DDR zum Beispiel die „West“-Kanäle. Es gab auch Fernsehempfänger mit einem Tuner, der nur die Umschaltung zwischen zwei Kanälen gestattete (Alex).
Mit der Erschließung des UHF-Bereichs wurden UHF-Tuner und UHF-Konverter gebaut. Der Unterschied bestand darin, dass der Tuner in den Empfänger fest eingebaut war und die Zwischenfrequenz abgab, während der Konverter ein Zusatzgerät war, das das empfangene Signal in einen freien Kanal (Kanal 3) umsetzte. Die Geräte besaßen Mehrfach-Drehkondensatoren, spätere Tuner dann Kapazitätsdioden zur Abstimmung.
Erste elektronisch abstimmbare Tuner mit damals neuartigen Kapazitätsdioden gehen auf Arbeiten aus den 1960er Jahren von Karl-Heinz Kupfer bei der Firma Philips zurück. Damit konnten Fernsehgeräte gebaut werden, die sich komplett über eine Fernbedienung steuern ließen, inklusive der Sendereinstellung.
TV-Tuner-Baugruppen sind heutzutage kleiner als eine Zigaretten- oder gar Streichholzschachtel und kosten in der Herstellung wenige Euro. Für die Tuner-Baugruppen gibt es diverse Hersteller.

### Digitale Tuner
Die Digitaltechnik führte zunächst dazu, dass eine digitale (numerische) Empfangsfrequenz-Anzeige realisiert werden konnte: die Baugruppen erzeugten die Abstimmspannung mit einem Digital-Analog-Umsetzer. Spätere Geräte synthetisierten die Oszillatorfrequenz mit einer PLL-Schaltung aus einer Frequenz-Referenz (Schwingquarz). Die Empfangsfrequenzanzeige war nun sehr exakt möglich (Frequenzzählung und Subtrahieren der Zwischenfrequenz).
Heutige digitale Tuner können durch digitale Signalverarbeitung (DSP) weitgehend auf induktive und Abstimm-Bauteile verzichten und bewerkstelligen auch die Demodulation digital. Weitere Funktionen, die sich dadurch vereinfachen, sind automatischer Sendersuchlauf, numerische Eingabe der Empfangsfrequenz oder die automatische Belegung der Programmplätze mit empfangbaren Sendern.

### Tuner als Gerät

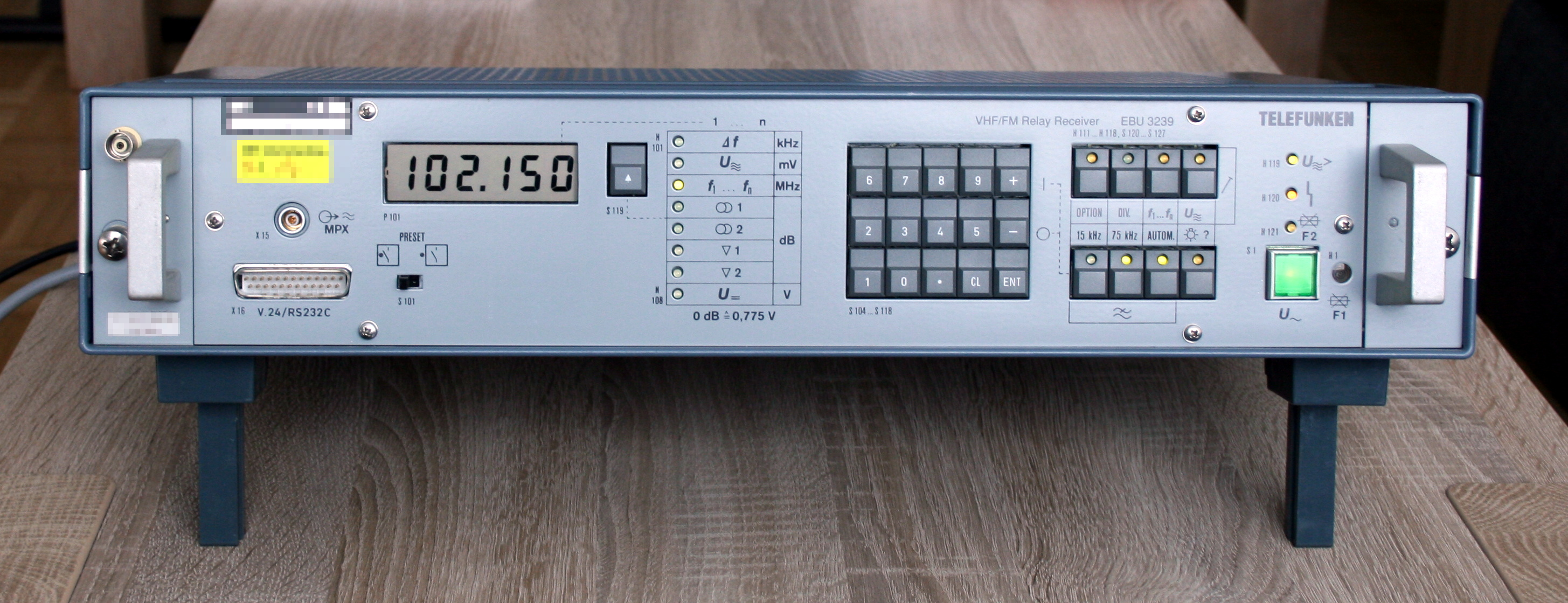
UKW-Ballempfänger (Telefunken)

Die Bezeichnung Tuner ging später auf eigenständige Geräte zum Hörfunk-Empfang über, an deren Ausgang das demodulierte NF-Signal mit Line-Pegel abgegeben wird. Der Tuner und der Verstärker (ggf. im Plattenspieler enthalten) sind gestalterisch aneinander angepasst und ergeben zusammen mit den Lautsprecherboxen einen kompletten Rundfunkempfänger.
Im Bereich der Rundfunktechnik werden hochwertige Geräte nach Art so eines Tuners als Ballempfänger bezeichnet. Fernsehballempfänger wurden zusammen mit kleinen Sendern zur Versorgung von durch Abschattung empfangsschwacher Gebiete (Täler) genutzt. Siehe auch Umsetzer (Funktechnik). Natürlich enthält der Ballempfänger eine Baugruppe Tuner.